# Кустоца
Кустоца (итальянский: [kuˈstɔddza], Custoza, вен. Custoxa) ― деревня и фракция в муниципалитете Соммакампанья, провинция Верона, Венеция, Италия. По состоянию на 2011 год население деревни составляет 812 человек. 

## История
Прежде всего Кустоца известна благодаря двум сражениям, произошедшим возле неё во время Войны за независимость Италии: первое из них состоялось в 1848 году, а второе ―в 1866 году; в обеих баталиях итальянцы сражались против войск Австрийской империи. В 1879 году в память об этих исторических событиях архитектор Джакомо Франко построил Оссуарий Кустоцы (итал. Ossario di Custoza) ― мемориальное здание при братской могиле. 

## География
Кустоца ― деревня в сельской местности. Расположенная в юго-западной части муниципалитета рядом с коммуной Виллафранка-ди-Верона (6 км к югу), коммуной Валеджо-суль-Минчо (7 км к западу) и реки Тионе дей Монти. Также в 5 км находится коммуна Соммакампанья, в 10 км ― коммуны Сона и Казелле, в 12 км ― аэропорт Верона-Виллафранка и в 20 км ― центр города Верона. 
К деревне относится центральное поселение и ещё три отдельно стоящих. 

## Основные достопримечательности
- Оссуарий Кустоцы, построенный в 1879 году[2].
- Церковь Св. Петра в Винкулисе, построенная в XVIII веке.
- Вилла Оттолини Пигнатти Мурано, построенная в XVII веке.
- Дом сардинского мальчика-барабанщика (итал. Tamburino Sardo), историческое место, связанное с битвой 1848 года[4].

## Гастрономия
Bianco di Custoza («Кустоцское белое»), также известное как «Кустоца» ― итальянское вино DOC, производимое в сельской местности вокруг деревни. 